# Le Lindois
Le Lindois település Franciaországban, Charente megyében. Lakosainak száma 339 fő (2022. január 1.). Le Lindois Cherves-Châtelars, Massignac, Mazerolles, Montembœuf, Mouzon, Roussines, Rouzède és Sauvagnac községekkel határos.

## Népesség
A település népessége az elmúlt években az alábbi módon változott:
| Lakosok száma | 481  | 352  | 311  | 323  | 339  | 342  | 345  | 341  | 339  | 339  |
|               | 1968 | 1982 | 1990 | 2006 | 2013 | 2015 | 2017 | 2019 | 2020 | 2022 |